# Trans-Nzoia

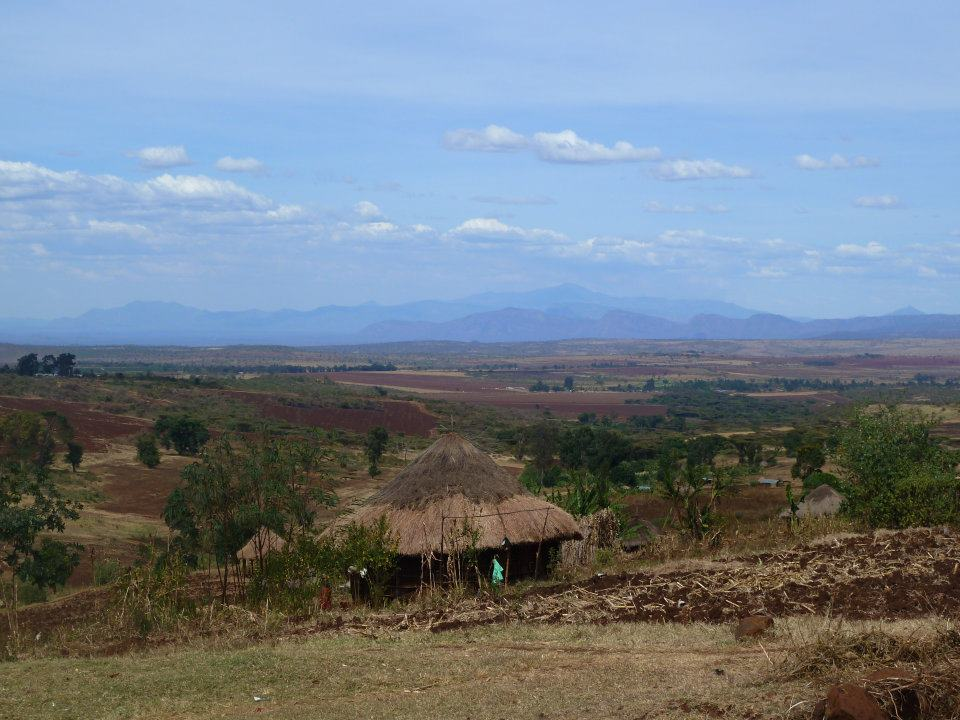
Cherubeibyn i Kenya, vy över Uganda

Trans-Nzoia är ett av Kenyas 71 administrativa distrikt, och ligger i provinsen Rift Valley. År 1999 hade distriktet 575 662 invånare. Huvudorten är Kitale.